# Будівля Нью-Йоркської фондової біржі
40°42′25″ пн. ш. 74°00′40″ зх. д. / 40.70702° пн. ш. 74.01122° зх. д.
Будівля Нью-Йоркської фондової біржі (також будівля NYSE ), у фінансовому районі Нижнього Манхеттена в Нью-Йорку, служить штаб-квартирою Нью-Йоркської фондової біржі (NYSE). Будівля складається з двох пов’язаних між собою структур, які займають частину міського кварталу, обмежену Волл-стріт, Broad Street, New Street і Exchange Place. Центральна частина блоку містить оригінальну структуру на Broad Street 18, розроблену Джорджем Б. Постом у стилі класичного відродження. Північна частина містить 23-поверхову офісну прибудову за адресою Wall Street 11, розроблений компанією Trowbridge &amp; Livingston у схожому стилі.
Мармуровий фасад на Broad Street 18 містить колонади, спрямовані на схід у бік Broad Street і на захід до New Street, обидві на двоповерхових подіумах. Колонада Брод-стріт, ікона Нью-Йоркської фондової біржі, містить фронтон, розроблений Джоном Квінсі Адамсом Уордом і Полом Вейлендом Бартлеттом, що зображує комерцію та промисловість. Фасад 11 Wall Street 11 простіший за дизайном, але містить архітектурні деталі, подібні до Broad Street 18. За колонадами на Broad Street 18 є головним торговим залом, прямокутний простір висотою 22м. Додатковий торговий зал, названий Гаражом, розташований на 11 Wall Street На верхніх поверхах 18 є офіси та конференц-зали 18 Broad Street та 11 Wall Street.
NYSE займала місце на Broad Street з 1865 року, але кілька разів довелося розширювати свою попередню будівлю. Будова на Broad Street 18 була зведена між 1901 і 1903 роками. Протягом двох десятиліть нова будівля Нью-Йоркської фондової біржі стала переповненою, а прибудова на 11 Wall Street була додана між 1920 і 1922 роками. Наприкінці 20-го століття було додано три додаткові торгові майданчики, щоб задовольнити зростаючий попит, і протягом цього часу було кілька пропозицій перенести NYSE в інше місце. Зі зростанням популярності електронної торгівлі в 2000-х роках три нові торгові майданчики були закриті в 2007 році.
Будівля була визнана Національною історичною визначною пам'яткою в 1978 році і визнана міською визначною пам'яткою Комісією зі збереження пам'яток Нью-Йорка в 1985 році. Будівля також є власністю історичного району Уолл-стріт, району Національного реєстру історичних місць, створеного у 2007 році.

## Місцезнаходження
Будівля Нью-Йоркської фондової біржі (NYSE) розташована у фінансовому районі Нижнього Манхеттена, займаючи квартал між Брод-стріт на сході, Уолл-стріт на півночі, Нью-стріт на заході та Exchange Place на півдні.  Ділянка має загальну площу 31 350 квадратних футів (2 913 м2).  До сусідніх будівель належать 1 Wall Street на заході; 14 Wall Street на північ; Національний меморіал Федерального залу на північному сході; 23 Wall Street та 15 Broad Street на схід; Broad Exchange Building на південному сході; і 30 Broad Street на південь.  Станція Broad Street нью-йоркського метрополітену, яку обслуговує J і Z поїзди , спочатку містив дві сходи, які вели на тротуар безпосередньо перед будівлею Нью-Йоркської фондової біржі.  Одну сходи закрили в 2002 році після терактів 11 вересня, а іншу закрили в 2012 році 
Зона безпеки кругом будівлі NYSE створена після нападів 11 вересня 2001р. Крім того, уздовж кількох кварталів, що безпосередньо оточують будівлю, була створена пішохідна зона . У середині 2000-х років на кількох перехрестях навколо будівлі встановили боларди. У 2017 році громадська група Downtown Alliance запропонувала покращити пішохідну зону навколо будівлі NYSE.   Плани включали серію лавок, розміщених навколо статуї Безстрашної дівчини на стороні Брод-стріт.   Удосконалення також включали видалення входів у метро Брод-стріт, що було затверджено у 2019 році 

## Дизайн

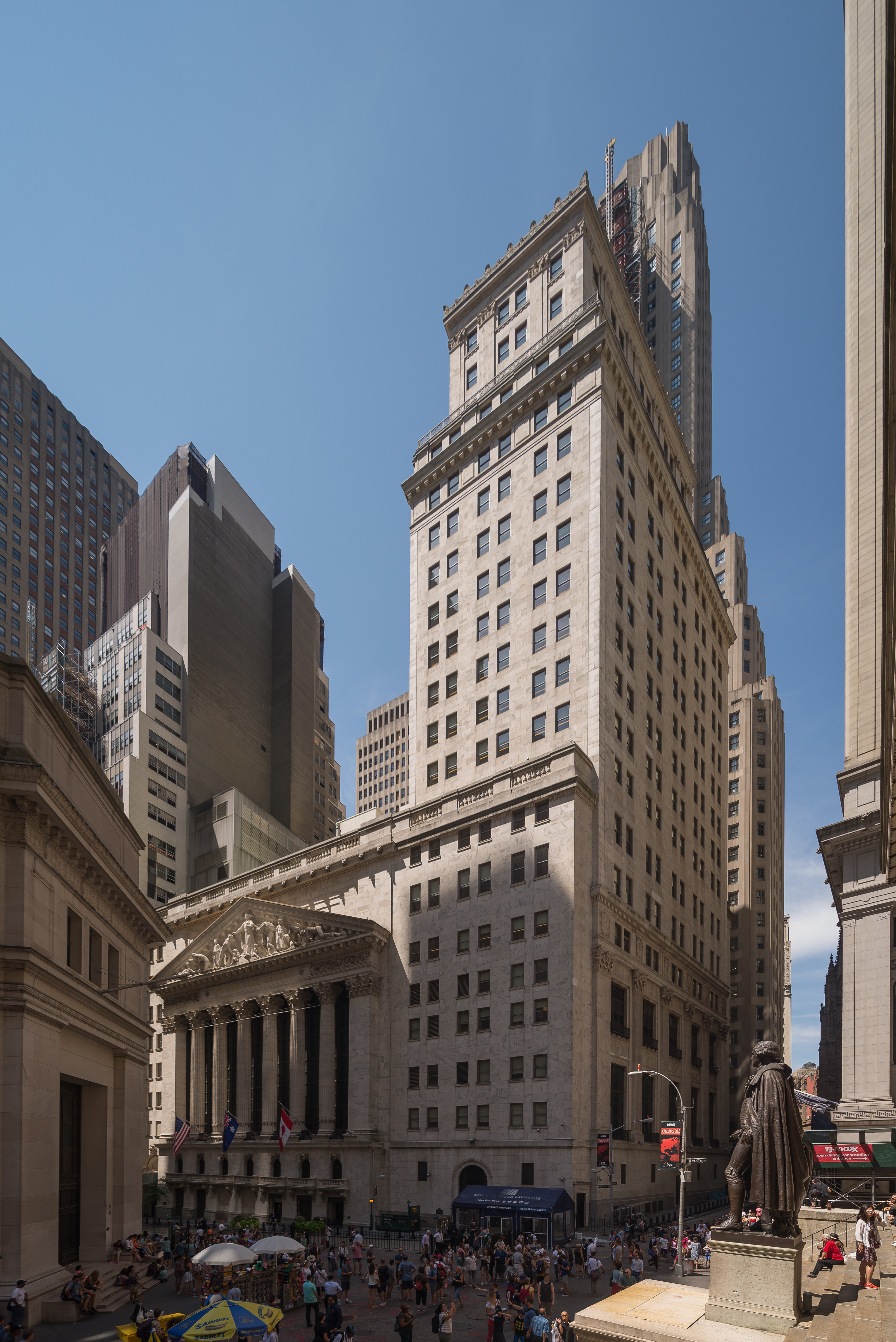
18 Broad Street (в центрі ліворуч) і 11 Wall Street (по центру справа), на захід від Федерального залу (2017)

У будівлі розташовується Нью-Йоркська фондова біржа, найбільша у світі фондова біржа за ринковою капіталізацією компаній, які перебувають на біржі.  Він знаходиться в тому ж місці, що й попередня штаб-квартира NYSE, яка датована 1865 роком. Будівля NYSE складається з двох основних структур. Південний, знаходиться на 18 Broad Street у центрі кварталу, спроектований Джорджем Б. Постом у стилі класичного відродження та завершений у 1903 році, безпосередньо замінивши колишню штаб-квартиру.    Північна структура, знаходиться на 11 Wall Street на північному кінці кварталу, має фасад прямо на Wall Street; він був розроблений Trowbridge &amp; Livingston і завершений у 1922 році   Через похилий рельєф ділянки перший поверх розташований на рівні землі на розі Wall Street та New Street , але на один рівень вище Broad Street.  

### Фасад

#### 18 Broad Street
18 Broad Street, старіша структура сучасної будівлі, розташована в центрі кварталу. Будівля має фасад з білого мармуру Джорджії та дах  вище рівня тротуару  18 Broad Street має фасад по вулиці New Street та 41,973 метра (137,71 фут) на Broad Street  .
Фасад на Broad Street — це двоповерховий подіум із гранітних блоків. Вона поділяється на сім вертикальних відсіків дверних прорізів в підвалі, що на Broad Street знаходиться на рівні землі. На першому поверсі — арочні вікна з балконами.   Декоративна перемичка над кожним з отворів підвалу, а кронштейни підтримують кожен короткий балкон.  На південь від подіуму розташована прибудова завширшки в дві частини з аркою подвійної висоти на рівні підвалу, що забезпечує доступ до офісів біля торгового залу.  На New Street рустиковані мармурові блоки обшиті підвалом і першими поверхами, а отвори простіші за дизайном порівняно з фасадом Broad Street. 

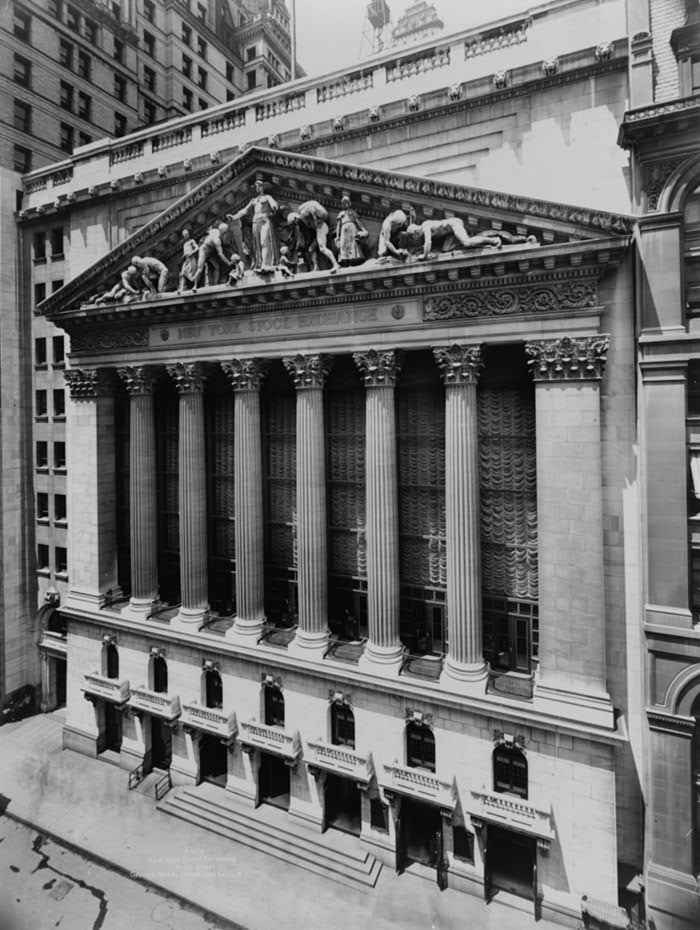
Колонада Broad Street з деталізацією фронтону (прибл. 1908)

Над подіумами з обох боків розташовані колонади з другого по п’ятий поверхи, кожна з яких має дві плоскі пілястри, що фланкують шість колон. Кожна з колон становить 5,5 фута (1,7 м) в діаметрі і 52 фути (16 м) висоти.    Колони на Broad Street рифлені, а на New Street ні.   Між кожною колоною є ковані перила.  За колонадами розташовані масивні вікна,    кожне розміром близько 96 футів (29 м) ширину на 50 футів (15 м) високий.  Кожне вікно має вертикальні залізні стійки, які можуть витримати його вагу та протистояти тиску вітру на кожне з них.   Дві найпівденніші бухти на Broad Street, поза колонадою, містять по парі вікон на кожному з другого по восьмий поверхи. 
Верхівка колонади на Broad Street є трикутним фронтоном, спочатку вирізьблений братами Пічіріллі  за проектами Джона Квінсі Адамса Уорда та Пола Вейланда Бартлетта .    Фронтон має близько 100 футів (30 м) над тротуаром і приблизно на 110 футів (34 м) широкий.  Він складається з одинадцяти фігур, які представляють торгівлю та промисловість.  Центральна фігура — це жіноча репрезентація чесності, окружена фігурами, що зображують сільське господарство, видобуток, науку, промисловість та винахідництво.    Спочатку виготовлені з мармуру, фігури були замінені в 1936 році на різьблення з листового металу, покрите свинцем.    На фасаді Broad Street проходить карниз з ліпниною з яєць і дротиків і різьбленими головами левів; він увінчаний парапетом з балюстрадою .  Фасад Нової вулиці має простий карниз. 

#### 11 Wall Street
Північна прибудова на 11 Wall Street має висоту 22 або 23 поверхи, включаючи підвал на Broad Street, і побудований з мармуру Джорджії.    Він займає неправильну ділянку довжиною 58 футів (18 м) на Broad Street, 156 футів (48 м) на Wall Street і 100 футів (30 м) на New Street.   11 Wall Street має загальну висоту 258 футів (79 м) .  Масивність будівлі, або загальна форма, включає невдачі на дев’ятому, дев’ятнадцятому та двадцятому поверхах, а також дах над двадцять другим поверхом. Над вісімнадцятим поверхом проходить важкий карниз. 

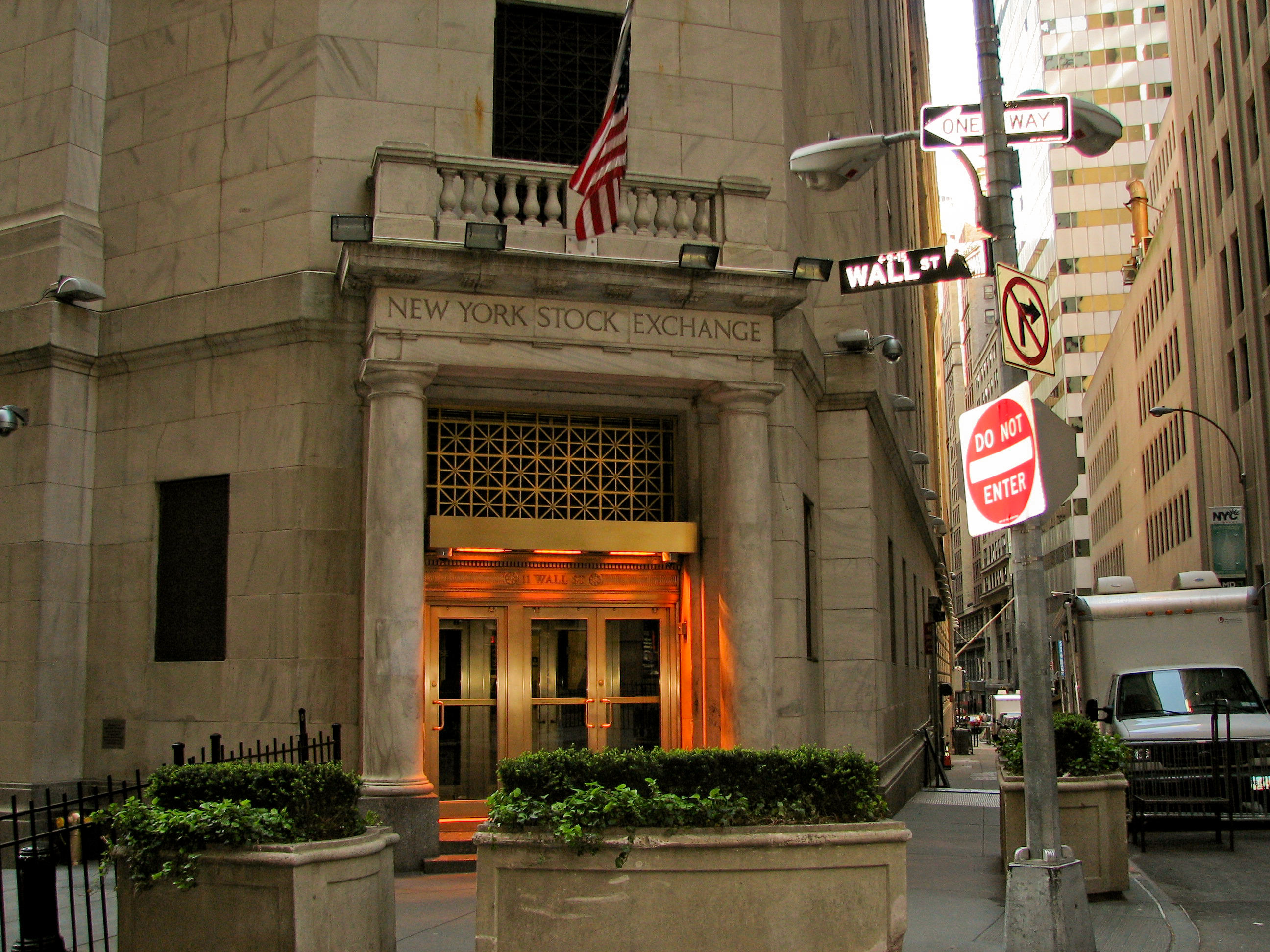
Вхід з 11 Wall Street (2006)

Головний вхід у прибудову – це скошений кут на Wall Street та New Street. Він складається з прямокутного дверного отвору з доричними колонами з боків, над якими розташовані фрамуга, антаблемент і балюстрада. Вікна на 11 Wall Street - це в основному парні прямокутні вікна.  Прибудова містить елементи дизайну, які візуально поєднують її зі старою будівлею. На Broad Street поясна траса над першим поверхом, на два поверхи над рівнем вулиці, з’єднується з верхньою частиною подіуму на 18 Broad Street. Балюстрада на дев’ятому поверсі, на десять поверхів над рівнем вулиці, з’єднується з балюстрадою на верху по 18 Broad Street.  Крім того, на фасаді Уолл-стріт є невеликий ряд коринфських пілястр, що флангують вікна другого по п’ятий поверхи. Ці пілястри за своєю конструкцією схожі на колонади 18 Broad Street.  

### Інтер'єр
Біржа є місцем для великої кількості технологій та даних. Коли будівлю було вперше завершено, на торговому залі та інших частинах будівлі встановили пневматичні трубки та телефони для полегшення комунікацій.   Близько 25 000 футів (7 600 м) труби використовувалися для опалення та охолодження офісів. Чотири котли виробляли сумарну потужність 800 кінських сил (600 кВт) пари, в той час як три електрогенератори були здатні разом виробляти 1 040 кінських сил (780 кВт) .  Крім того, в конструкціях будівлі споруджено численні ліфти. На 18 Broad Street було передбачено шість пасажирських ліфтів, три ліфти та п’ять ліфтів  На 11 Wall Street встановлено 11 ліфтів   У статті 2001 року зазначалося, що торговий зал потребує 3 500 кіловатів (4 700 к. с.) електроенергії, 8000 телефонних ланцюгів лише на торговому залі та 200 миль (320 км) волоконно-оптичних кабелів під землею. 

#### Підвал
Є чотири підвальні рівні.  Машини, електричні та парові установки, кімнати ремонтних робітників, сховищ знаходяться в підвалі та підвальному приміщенні під торговим залом першого поверху.   Будівля була побудована зі сталевим сейфом розміром близько 118,58 фута (36 м) ширина, 21 фут (6 м) довгий і 9 футів 10 дюймів (3 м) високий, вагою 776 американських тонн (693 англійські тонни; 704 т) коли порожній.   Підвальний коридор вів до станції Wall Street першої лінії міського метро (нині 4 і 5 поїзди ), під Бродвеєм . 
Найнижчий рівень підвалу становить 42 фути (13 м) нижче Wall Street. Підвал оточений бетонною коффердамою, яка спирається на тверду скелю.    В околицях були нетипово високим рівень грунтових вод, з ґрунтовим вод присутній в кілька футів під землею, частково тому, що Broad Street був на місці колишнього дренажної канави.  В результаті кесони були використані для розкопок частини 18 Broad Street. Потім було розкопано решта підвалів.   Кесони були побудовані з дерева і мали розміри 30 на 8 на 50 футів (9 м × 2 м × 15 м) кожен. 

#### Торгові майданчики

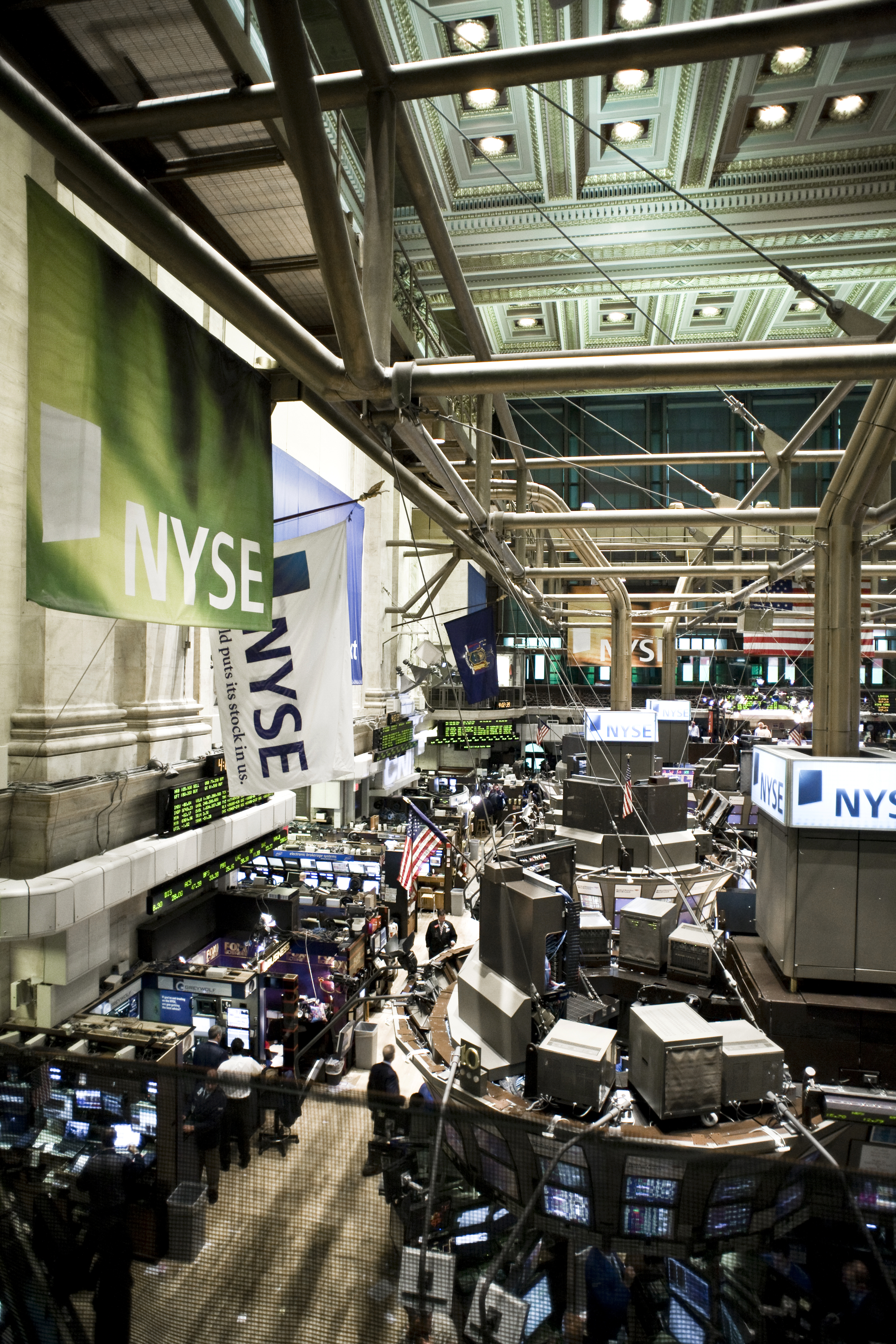
Вид на головний торговий зал (2009)

Головний торговий зал (колишня зала засідань) на першому поверсі о 18 Broad Street займає 15 000 квадратних футів (1 400 м2)   .   Приміщення простягається на ширину кварталу між New Street та Wall Streetовий зал був спланований так, щоб максимізувати корисний простір, і, як наслідок, мав мінімальний простір для відвідувачів на самому поверсі.   Спочатку нNewіStreet т була вузька галерея для курців, а нBroadіStreet т — вхідна зона для гостей.   
Підлога в кімнаті знаходиться на тому ж рівні, що й New та Wall Street; як побудовано, мармурові подвійні сходи з підвалу на Broad Street забезпечували вхід для членів.   Поверхня підлоги спочатку була покрита деревом.  Основний торговий зал переривають вісім залізних колон, розміщення яких було вирішено після двадцяти-тридцяти креслень.  Найнижчі 20 футів (6,1 м) стіни оздоблені мармуром, з арочними альковами для доступу до інших кімнат.  Мармурові панелі містять блакитно-коричневі кам’яні центри та рожево-мармурові метопи у верхній частині. Чотири поперечні ферми, що охоплюють ширину кімнати, розміром 115 футів (35 м) завдовжки і 15 футів (4,6 м) товста опора стелі.   Ці ферми несуться на парах пілястр на кожному кінці і поділяють стелю на скарбнички .    У центрі стелі встановлений 30-на-30-футів (9,1 на 9,1 м) мансардне вікно   а решту стелі після завершення будівництва було позолочено.  
Після будівництва в кімнаті було 500 телефонів, а також сповіщувачі, згруповані навколо кінця New Street і оточуючи великі колони на підлозі.   Північна та південна стіни спочатку мали кольорові «шахові дошки» з понад 1200 панелями, які можна було підсвічувати різними візерунками, щоб миготіти повідомлення членам на підлозі.    Кожна з чотирьох основних торгових зон містить дзвіночки відкриття та закриття NYSE (спочатку лише один дзвінок), які дзвонять, щоб позначити початок і кінець кожного торгового дня.   Поруч із торговим залом, але на більш високих рівнях, були кімнати лікарів, лазні та перукарні для членів NYSE.    Прохід веде на північ до інших торгових залів на 11 Wall Street; інший прохід колись вів на південь до 20 Wall Street. 
У північно-східній частині 11 Wall Street є ще один торговий зал  на прізвисько «Гараж».  Цей поверх має 106 футів (32 м) завдовжки і 50—80 футів (15—24 м) ширину, а стеля становить 43 фути (13 м) високий. Оздоблення подібне до основного торгового залу. Сірий мармур використовується для стін і громадських коридорів, в той час як приватні коридори мають обшивку з Dover мармуру, а підлоги з Alabama мармуру.  До 2007 року існувало три додаткові торгові майданчики. «Блакитна кімната» та «Розширена блакитна кімната» були в 20 Broad Street, безпосередньо на південь від будівлі NYSE. Також був торговий зал у Continental Bank Building на 30 Broad Street. 

#### Верхні яруси

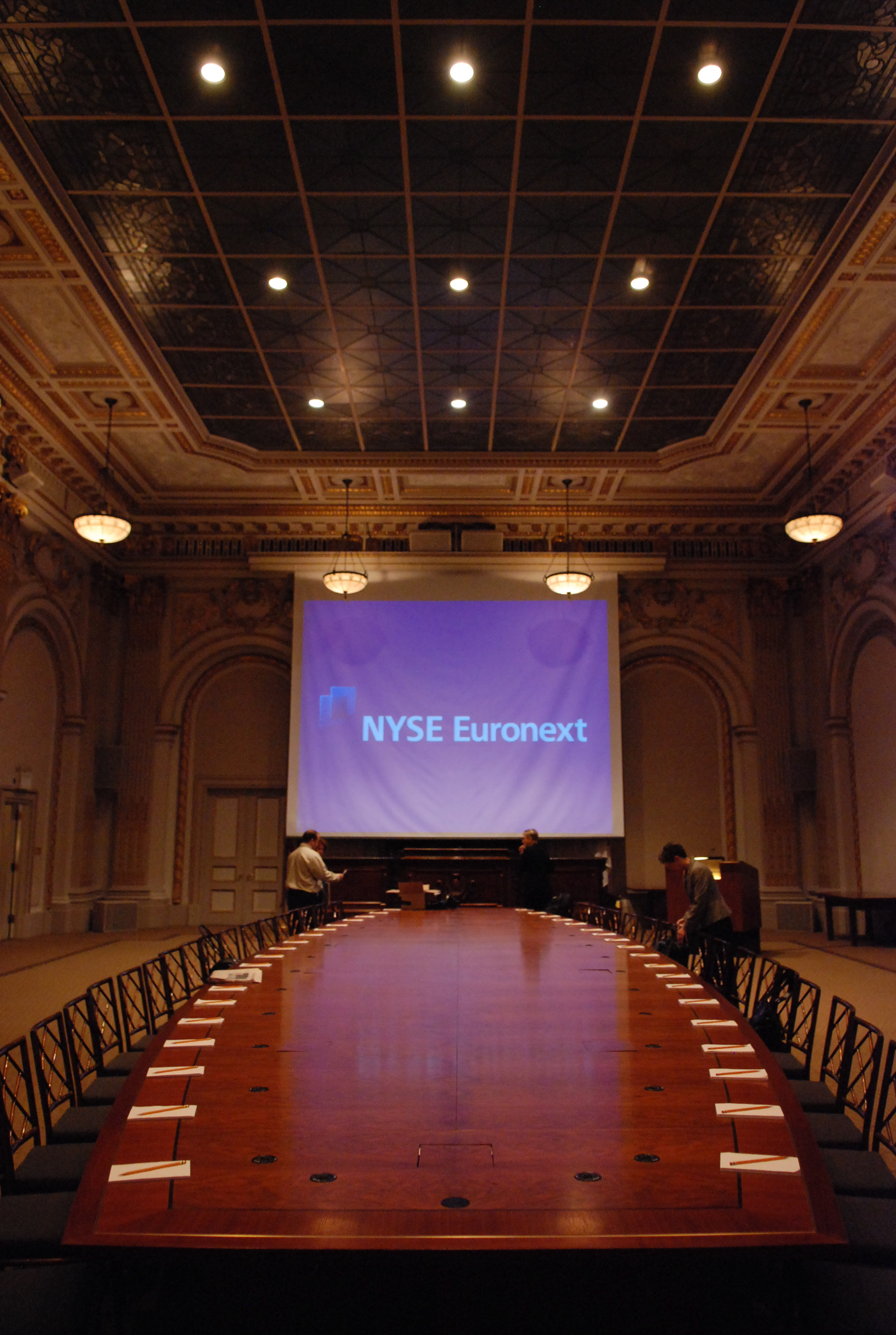
Зал засідань, колишня кімната Бондів (2007)

Місіце включало великий внутрішній світловий вал на 18 Broad Street на верхніх поверхах  як частина дизайну будівлі. На розташування цієї шахти та торгового залу впливає планування різних кімнат на верхніх поверхах.  На шостому поверсі, над торговим залом, розташована зала засідань (колишня кімната Бондів). У цьому номері є мансардне вікно та кесонна стеля. Стіни прикрашені білим і золотим декором і містять арки, підкріплені плоскими пілястрами.   Хоча спочатку кімната була обладнана напівкруглими ярусами, що оточують помост , згодом вони були зняті. 
На сьомому поверсі 18 Broad Street знаходився клуб Luncheon Club що дивиться на  New Street, який займав 12 12 055 квадратних футів (1 119,9 м2)   . Головна їдальня Luncheon Club мала 76 на 40 футів (23 на 12 м) з 18-футів (5,5 м) висока стеля.   Для некурців була передбачена менша їдальня, відокремлена від основної їдальні вітальнею. Восьмий поверх уздовж Нью-стріт містив клубну кухню з обслуговуючою галереєю на рівні мезоніну.  Після закриття Luncheon Club у 2006 році  приміщення було перетворено на приміщення для подій під назвою Freedom Hall. 
Інші кімнати на шостому поверсі 18  Broad Street включала кімнату губернатора з боку Wall Street, а також кімнати президента і секретаря, кімнати комітетів і офіси на стороні Нью-стріт.  У приймальній кімнаті комісії з організації та прийому були дві великі латунні люстри. Інші кімнати комітетів у цій історії були так само багато прикрашені.  На сьомому та восьмому поверхах, які виходили на Broad Street, містилися кімнати та офіси комітетів.  Також є офіси на верхніх поверхах за адресою 11 Wall Street.  До 17 числа поверх, типовий поверх на 11 Wall Street 7 500 квадратних футів (700 м2)  простору, а верхні шість поверхи містять тільки 3 661 квадратний фут (340,1 м2)   в середньому.  Верхні поверхи обох конструкцій містять кілька подій. 

## Історія
У 1792 році брокери підписали Баттонвудську угоду про створення організації з торгівлі цінними паперами, яка пізніше стала NYSE. Раніше аукціоністи мали посередницькі біржі цінних паперів.   У 1817 році організація переформувалася в Нью-Йоркську фондову біржу. Брокерська організація почала здавати приміщення в оренду виключно для торгівлі цінними паперами, використовуючи кілька місць протягом наступних півстоліття, включаючи кав'ярню Tontine .  Швидке зростання торгівлі цінними паперами в другій половині дев’ятнадцятого століття знайшло відображення у зростанні Ради фондової та біржової діяльності.  

### Попередня будівля
У грудні 1865 року Рада фондової біржі перейшла до 10 Broad Street, між Wall Street та Exchange Place.    Будівельна компанія Нью-Йоркської фондової біржі була власником будівлі, а сама біржа використовувала приміщення на другому поверсі.  Кількість членів ради майже подвоїлася з 583 до 1060, коли вона придбала Open Board of Stock Brokers у 1869 році   У листопаді 1870 року Рада фондової біржі, яка спочатку була дрібним акціонером Будівельної компанії, викупила всі акції компанії   Компанія придбала лот о 12 Broad Street, і ці дві будівлі були об’єднані та розширені за проектами Джеймса Ренвіка-молодшого. Будівля фондової біржі знову відкрилася у вересні 1871 року   Протягом восьми років навіть розширення було недостатнім для переповненої NYSE. Таким чином, керівний комітет біржі наприкінці 1879 року придбав додаткову землю на Broad і New стріт  Ренвіка найняли для ще одного розширення попередньої будівлі фондової біржі, яке було завершено в 1881 році   Розширені приміщення забезпечили кращу вентиляцію та освітлення, а також більшу кімнату для засідань. 
У 1885 році санітарні інженери міста охарактеризували водопровод і вентиляцію як невідповідні.  Зал засідань, ближче до Нью-стріт, був знову розширений у 1887 році до Брод-стріт.  Путівник 1891 року характеризував будівлю фондової біржі як п’ятиповерхову мармурову споруду епохи французького Відродження з відрогом до Уолл-стріт, що примикає до Мортімер-Білдінг на північному сході. Незважаючи на те, що будівля в основному розташовувалася на Брод і Нью-стріт, вона стала тіснішою асоційованою з Уолл-стріт.  Будівля в основному мала форму букви «Т» і мала набагато довший фасад на Нью-стріт, ніж на Брод-стріт. До кінця 1890-х років будівля знову була переповнена. 

### Заміна

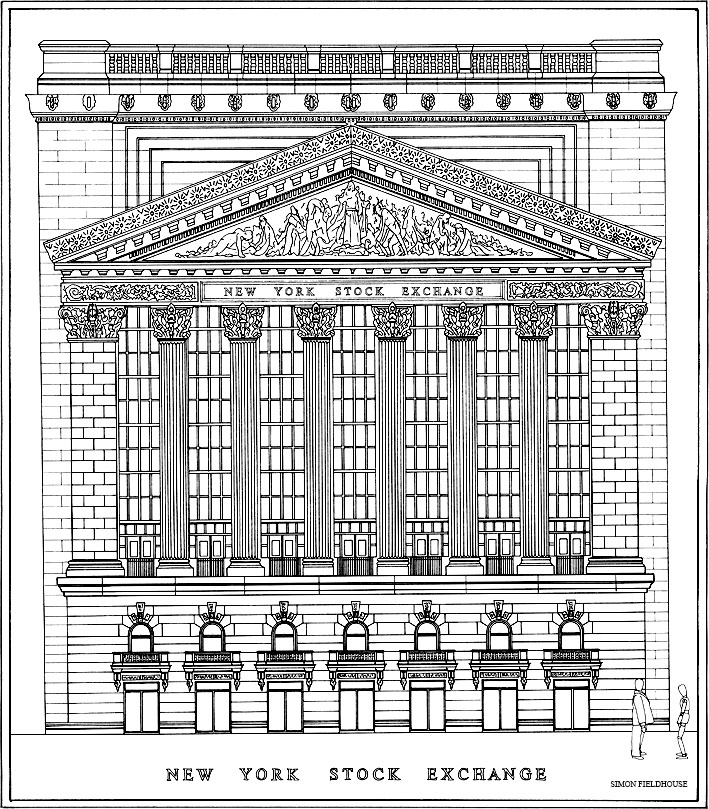
Фасад Нью-Йоркської фондової біржі, підготовлений Джорджем Б. Постом

NYSE придбала ділянки на Broad Street, 16–18 наприкінці 1898 року   після двох років переговорів.  NYSE планувала ще одне розширення своєї будівлі, яке почалося в 1903 році після того, як закінчився термін оренди ділянок.  Наступного січня NYSE придбала лот 8 Broad Street.   Земля коштувала 1,25 доларів мільйонів загалом (еквівалент 32.43 мільйонів у 2019 ). 
Вісім архітекторів були запрошені до участі в архітектурному конкурсі на заміну будівлі на об’єкті.  Цей конкурс включав короткі архітекторами Вільям Ware і Чарльз У. Клінтон .    Головна міркування полягала в тому, що торговий зал мав бути відкритим простором з невеликими перервами або без них. NYSE запросила пропозиції щодо структури, яка мала банківські приміщення на першому поверсі, а також пропозиції без таких місць.  У планах було враховано складний рельєф ділянки, незвичайну форму, підстилаючий грунт і видалення великого сховища родовищ.  Публіцист Айві Лі писала, що споруда мала бути «монументальною архітектурою та оснащеною всіма пристроями, які механіка, електрика чи винахідливість можуть забезпечити всіма ресурсами, необхідними для здійснення операцій з торгівлі безпекою для комерційного центру світу».   Губернатори Нью-Йоркської фондової біржі в кінцевому підсумку вирішили не включати банківський зал на наземному рівні, який, на їхню думку, обмежує рух під час надзвичайних ситуацій.  
У грудні 1899 року керівний комітет NYSE одноголосно схвалив подання Джорджа Б. Поста.   Того місяця було створено комісію, яка наглядала за будівництвом нової будівлі.  Пост продовжував переглядати свій дизайн протягом наступного року.  У липні 1900 року NYSE домовилася про переїзд на Нью-Йоркську продукційну біржу в Боулінг-Грін, поки будувався новий будинок NYSE.   У квітні Post подав плани будівництва в Департамент будівель Нью-Йорка 19, 1901.  Через вісім днів торговці припинили роботу на старій будівлі.   Наріжний камінь закладено у вересні 9, 1901.   Підрядникам, які розкопували місце, довелося обійти старе сховище, яке не тільки потрібно було зберегти під час будівництва нового склепіння та фундаментів, але й потім делікатно знести.  
Спочатку підрядники планували завершити будівництво нової споруди протягом року після закриття старої будівлі. Різні проблеми затримали відкриття на один рік, включаючи труднощі зі знесенням старої будівлі, а також зміни, внесені в початковий план під час будівництва.  Р. Х. Томас, голова комітету, який наглядав за будівництвом, виправдовував затримку, сказавши: «Там, де багато наших членів проводять активні роки свого життя, вони мають право на найкраще, що може створити архітектурна винахідливість та інженерні навички».  У квітні на церемонію освячення будівлі відвідали понад дві тисячі гостей 22, 1903. Захід включав виступи президента Нью-Йоркської фондової біржі Рудольфа Кепплера та мера Нью-Йорка Сета Лоу .   Торговий зал відкрився до роботи наступного дня. The New York Times повідомила: «Коли впав молоток, багато брокерів змагалися один з одним за честь здійснити першу ділову операцію». 

#### Ранні роки та додаток

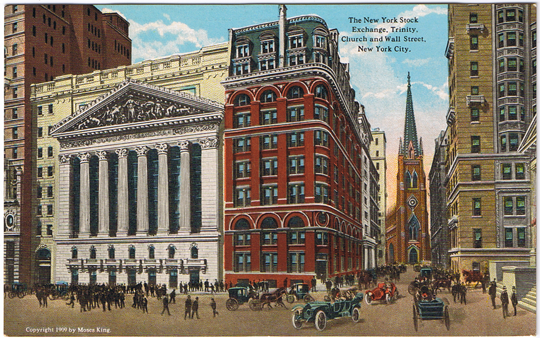
Кольорова листівка, на якій зображено Broad Street 1909 року з будівлею Нью-Йоркської фондової біржі, Мортімер-білдінгом і церквою Трініті зліва направо.

У роки після завершення будівництва NYSE Building біржа зіткнулася з труднощами, включаючи паніку 1907 року, коли NYSE впав майже на п'ятдесят відсотків від піку попереднього року.   Крім того, початок світової війни Я в Європі в 1914 році змусив багатьох інвесторів ліквідувати свої цінні папери за золото.  В результаті торговий майданчик NYSE був повністю закритий протягом чотирьох місяців у 1914 році  вперше таке тривале закриття відбулося.  Торгівля акціями воєнного часу призвела до зростання бізнесу на Нью-Йоркській біржі за межами будівлі NYSE, і до 1916 року NYSE замислювалася про те, щоб дозволити Curb переїхати всередину.  Цей план провалився, і Curb побудував власну структуру на 86<span typeof="mw:Entity" id="mwArs">& </span>Триніті-плейс, кілька кварталів на захід, 1921 рік  Крім того, у вересні біля будівлі стався вибух на Уолл-стріт 16, 1920, убивши тридцять вісім людей і поранивши ще сотні. 
У перші два десятиліття, особливо після закінчення світової війни I, NYSE значно виріс. Відбудована 18 Кварталів Broad Street швидко стало недостатньо для потреб біржі.  У грудні 1918 року NYSE купила Mortimer Building на північний схід від існуючої структури, надавши біржі додаткові 3 220 квадратних футів (299 м2)   . Прибудова надасть будівлі повний фасад на Wall Street, тоді як раніше 18 Broad Street пролягала вздовж Wall Street лише 15 футів (4,6 м) .   У середині 1919 року почалося знесення будівлі Мортімер.  NYSE також орендувала Вілкс-Білдінг на північний захід від існуючої структури в січні 1920 року;  лот оцінено в 1,9 дол мільйонів (еквівалент 18.66 мільйонів у 2019 ).  У червні 1920 року розпочалося знесення будівлі Вілкса 
Троубрідж і Лівінгстон отримали доручення на проект прибудови на ділянках Мортімер і Вілкс, а Марк Ейдліц і Син отримали контракт на будівництво прибудови.  Плани прибудови на 11 Уолл-стріт, що сягала двадцяти двох поверхів над підвалом, була завершена в лютому 1920 року. NYSE здасть в оренду перші вісім поверхів і підвал, у тому числі кілька поверхів для розширеного торгового залу, відомого як «Гараж», а верхні поверхи здадуть в оренду орендарям офісів.   У серпні 1922 року прибудова була майже завершена, і кілька фірм уже підписали оренду приблизно 60 відсотків наявних офісних приміщень.   Торговий зал прибудови відкрився в останній тиждень грудня 1922 року 

#### 1920-1940-ті роки

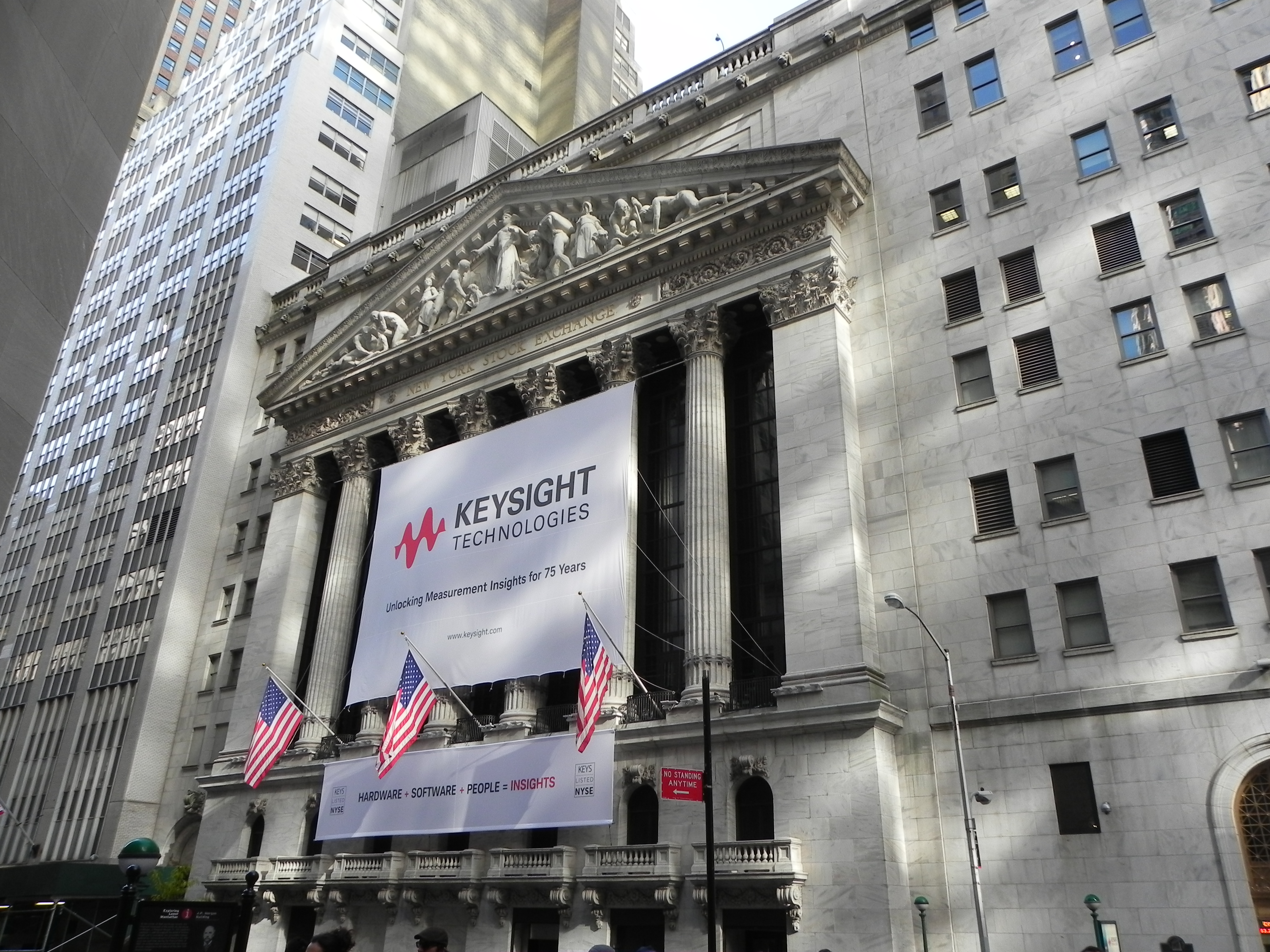
У середині 1926 року біржа орендувала три поверхи в Комерційному кабельному будинку на 20 Broad Street (ліворуч), а потім купив його в 1928 році (зображення 2014 року)

Офісної прибудови було недостатньо для того, щоб вмістити довгострокове зростання NYSE. У середині 1926 року біржа орендувала три поверхи в сусідньому Комерційному кабельному будинку на 20 Broad Street. Перший поверх планувалося з’єднати з 18 Broad Street, а перший і другий поверхи цієї будівлі будуть об’єднані в єдиний зал для торгівлі облігаціями з високою стелею. Ці історії були внутрішньо пов’язані з 18 Broad Street, хоча вони залишилися окремими забудовами.   У 1928 році NYSE купила не тільки Commercial Cable Building, а й Blair Building, взявши під контроль всю власність у кварталі.  
Зростання NYSE раптово припинилося після краху на Уолл-стріт 1929 року, коли ціни акцій на біржі впали на 23 відсотка за два дні  що було названо однією з причин Великої депресії .  Торговий майданчик Нью-Йоркської фондової біржі був закритий більш ніж на тиждень під час депресії, у березні 1933 року, після того, як президент Франклін Д. Рузвельт підписав Закон про надзвичайну банківську діяльність .   Мармурові скульптури фронтону на Broad Street, які з роками зіпсувалися, були замінені в 1936 році    Нові фігурки були виготовлені з металу, хоча це тримали в таємниці вісімнадцять років.  Наприкінці Великої депресії NYSE знову виріс.  Під час світової війни II, жінкам було дозволено торгувати в будівлі вперше в історії біржі. 

#### 1950-1980-ті роки
До 1954 року NYSE планувала замінити будівлю на Broad Street, 20 на хмарочос, частина якого містила б допоміжні приміщення для NYSE. Біржа офіційно мала можливість розширити свій торговий майданчик до 20 Broad Street, якщо виникне така потреба.   Будівля, спроектована Kahn &amp; Jacobs та Сідні Голдстоуном, була завершена в 1956 році з 27 поверхами та 421 000 квадратних футів (39 100 м2)   .  Спочатку NYSE використовував поверхи з другого по четвертий за адресою 20 Broad Street, що відповідає поверхам з першого по третій її головної будівлі, як виставковий простір.  Нова будівля не була частиною будівлі NYSE, і Нью-Йоркська компанія Life Insurance купила 20 Broad Street у 1959 році 
На початку 1960-х років Нью-Йоркській фондовій біржі потрібно було знову розширити свою діяльність, і вона розглядала можливість повністю виїхати зі свого головного корпусу. Раніше в структурі були розміщені деякі фірми з цінних паперів, які також були учасниками біржі, але NYSE потребувала місця для себе, і остання фірма виїхала наприкінці 1961 року  Тоді керівництво NYSE сподівалося придбати землю в Нижньому Манхеттені та побудувати нову будівлю протягом п’яти років.  NYSE внесла кілька пропозицій щодо нової штаб-квартири, жодна з яких не була виконана.   У 1965 році біржа вибрала місце в Беттері-Парк-Сіті, але відмовилася від планів щодо цього сайту наступного року.    У 1967 році губернатори Нью-Йоркської фондової біржі проголосували за розширення торгового залу на 20 Broad Street.  Розширення, назване «Блакитною кімнатою»,  відкрито в липні 1969 року. Це забезпечило 8 000 квадратних футів (740 м2)   додаткового простору до 23 000-квадратних-футів (2 100 м2)   торговий зал, де міг розміститися ще майже двісті писарів.  Крім того, деякі комп’ютерні засоби були переміщені в Парамус, штат Нью-Джерсі, між 1967 і 1969 роками 
NYSE прагнула побудувати нову штаб-квартиру вздовж Іст-Рівер, у східному кінці Уолл-стріт, у довгостроковій перспективі. Ці плани були відкладені на невизначений термін у 1970 році через спад 1969–1970 років .  У 1977 році ЗМІ опублікували чутки про те, що Нью-Йоркська фондова біржа та Американська фондова біржа (AMEX) об'єднаються і побудують новий об'єднаний об'єкт;   проте злиття на той момент не відбулося.   Як тимчасовий захід, NYSE відремонтував свій центр для відвідувачів у 1979 році, додавши багатоповерхову галерею з різними експозиціями, прилеглими до головного торгового залу.   У 1980 році NYSE орендувала кілька офісів на Бродвеї, 100, за один квартал від нього   NYSE знову намагалася розширити свою торгову площадку і в 1985 році оголосила про 11 доларів мільйонів (еквівалент 22.65 мільйонів у 2019 ) розширення Blue Room на 20 Broad Street, що додасть 7 000 квадратних футів (650 м2)   до торгового залу.   Це розширення було завершено до 1988 року  Крім того, наприкінці 1980-х був замінений оригінальний дзвін у головному торговому залі. 

#### 1990-ті по теперішній час

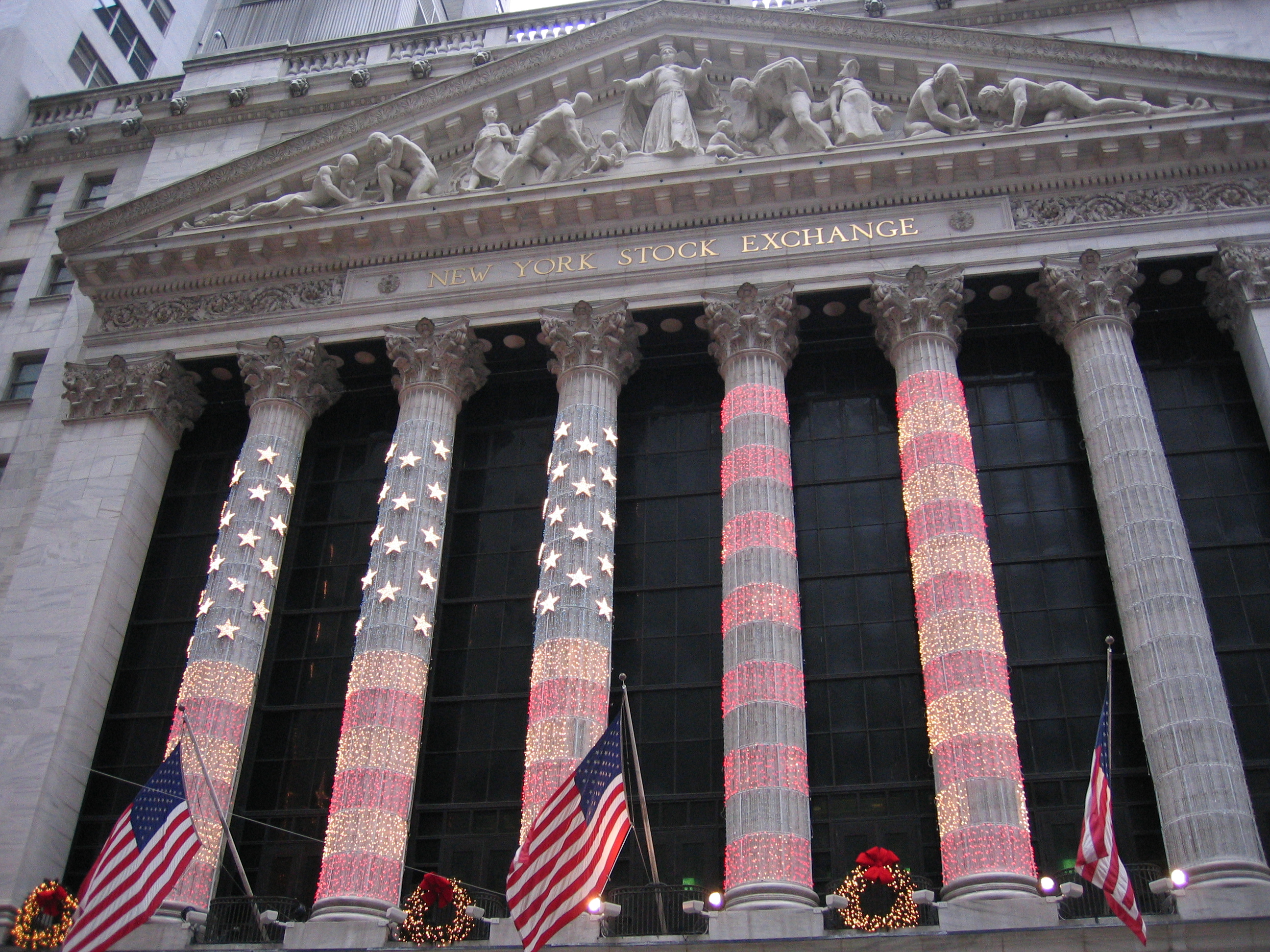
Будівля NYSE на Різдво в 2007 році

NYSE, AMEX і JP Morgan &amp; Co. запропонували створити фінансовий «суперцентр» у кварталі безпосередньо на схід від NYSE Building, через Broad Street, у 1992 році  Суперцентр, розроблений Olympia and York і розроблений Skidmore, Owings & Merrill (SOM), мав би складатися з 50-поверхової вежі над двома 50 000-квадратних-футів (4 600 м2)   торгові зали. Після того, як Олімпія та Йорк вийшли із запропонованого суперцентру через фінансові труднощі, команда у складі Дж.П. Morgan & Co., Льюїс Рудін, Джеральд Д. Хайнс і Фред Вілпон взялися за проект. NYSE вийшла з проекту в 1993 році 
NYSE відновила пошук альтернативних місць для своєї штаб-квартири в середині 1996 року. Протягом попередніх п’яти років до ради біржі було включено понад тисячу компаній, а обсяг торгів зріс більш ніж вдвічі.  На одному місці, вздовж Іст-Рівер в кінці Уолл-стріт, забудовник Дональд Трамп запропонував 140-поверхову будівлю, спроектовану Коном Педерсеном Фоксом для NYSE, яка була б найвищою будівлею у світі.   Інші об’єкти, які розглядалися, включали Broad Exchange Building безпосередньо на південний схід , а також Боулінг-Грін у південній частині Манхеттена.  NYSE також розглядала можливість переїзду до Всесвітнього фінансового центру в сусідньому Беттері-Парк-Сіті  , а також на ділянку в Джерсі-Сіті через річку Гудзон .   Міська влада запропонувала значні податкові пільги, щоб утримати NYSE у фінансовому районі,   що, у свою чергу, підвищило вартість нової будівлі.  Наприкінці 1996 року NYSE запропонувала розширити існуючу будівлю на схід над Брод-стріт, закрити її для руху автомобілів і створити засклений атріум над вулицею.    Початковий план атріуму від HLW International був широко розкритикований, як і модифікація Х'ю Харді, і NYSE в кінцевому підсумку відмовилася від пропозиції атріуму. 
Тимчасовим заходом NYSE розглянула можливість відкриття торгового залу в 30 Брод-стріт менш ніж за квартал на південь у 1988 році  Розширення, яке було відкрито наприкінці 2000 року,  складалося з 10 000-квадратних-футів (930 м2)   об'єкт за проектом СОМ.   Того ж року NYSE та уряди міста та штату Нью-Йорка погодилися придбати квартал на сході.   План передбачав знесення всіх споруд, крім 23 Уолл-стріт звільнить місце для 50-поверхового хмарочоса, спроектованого SOM.   Вересень 11, 2001, терористичні атаки призвели до лише третього багатоденного закриття торгового залу NYSE в історії будівлі.   Розширення Нижнього Манхеттена на NYSE було остаточно скасовано в 2002 році. Нью-Йоркська фондова біржа намагалася відкрити торговий зал в іншому місці, щоб продовжити роботу, якщо терористи атакують її головну будівлю. 
Протягом наступних років збільшення електронної торгівлі зробило фізичний торговий простір зайвим.   У 2007 році на частку припадало менше половини торгів, у порівнянні з 80% у 2004 році  В результаті 30 Торговий зал Брод-стріт закрився в лютому 2007 року   Пізніше того року було оголошено про закриття Blue Room і Extended Blue Room, залишивши лише головний поверх і гараж.   Торговий зал NYSE Building був закритий на два місяці в 2020 році під час пандемії COVID-19 у Нью-Йорку, але електронна торгівля тривала протягом усього часу. 

## Вплив

### Критичний прийом
Коли будівництво на 18 broad Street було завершено, пише публіцист Айві Лі: «За зовнішнім контуром це нагадує колонну монументальну архітектуру стародавніх греків. Але ця зовнішність приховує саму суть напруженої енергії цього двадцятого століття»  Персі К. Стюарт з Architectural Record писав, що з колонадами та великими вікнами торгових залів «нова біржа матиме власний масштаб, водночас настільки простий і вражаючий, що легко позначатиме його серед свого оточення».  Архітектурний критик Монтгомері Шайлер оцінив будівлю як «дуже блискучий і успішний твір».  Шайлер особливо цінував те, що колони колонад візуально розділяли великі вікна за ними;   його єдина негативна критика полягала в тому, що різьба підвалу не поєднувалася з рештою дизайну.  Після того, як прибудова була завершена, Ліга Даунтауна оголосила її «найкращою будівлею», зведеною в Нижньому Манхеттені в 1922 році 
Деякі коментарі зосереджені на конкретних частинах дизайну. У 1903 році журнал Scribner's Magazine писав, що фронтон на Брод-стріт був невигідним через його розташування навпроти кількох високих будинків, «що змусило Уорда надати своїм фігурам дуже великий масштаб і зменшити їх кількість».  У статті Architectural Record наступного року вказувалося на подібну проблему, заявляючи, що вигляд спереду був надзвичайно складним, якщо не заходити в сусідню будівлю, і що «ні архітектор, ні скульптор не могли очікувати, що багато людей оглянуть будівлю таким чином».  Архітектурний письменник Роберт А. М. Стерн сказав, що скульптури на фронтоні надають будівлі «повітряний спокій, оскільки воно керує найважливішим перетином фінансового світу». 

### Культурний вплив

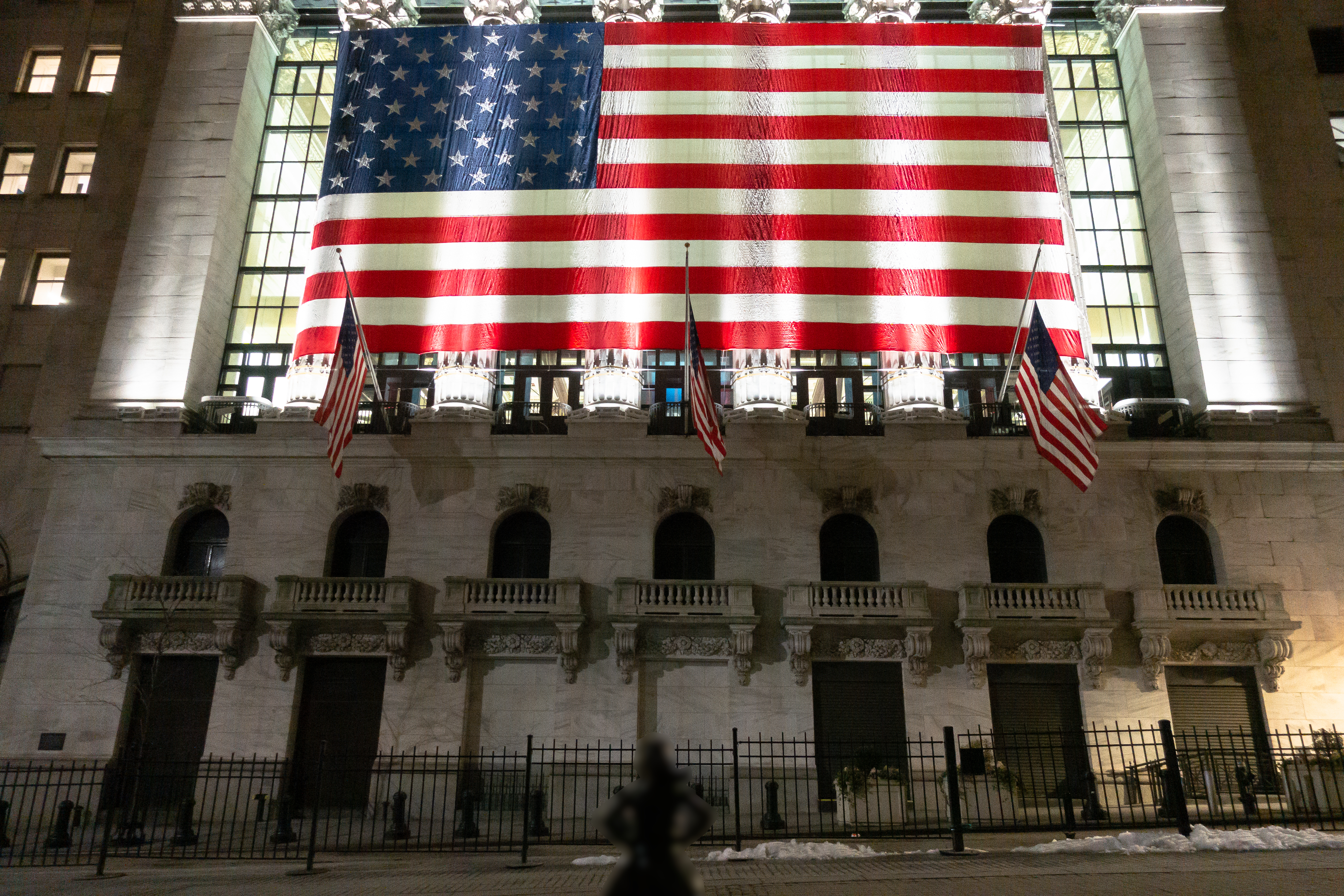
Розмитість зображення Безстрашної дівчини (унизу) перед будівлею Нью-Йоркської фондової біржі (2019)

Логотип NYSE, на якому NYSE має торгову марку, зображує колони на будівлі 18 Broad Street.  Це призвело до суперечок у поєднанні зі статусом будівлі як символу NYSE. Наприклад, у 1999 році NYSE безуспішно подала до суду на готель і казино «Нью-Йорк-Нью-Йорк» за порушення прав на торговельну марку після того, як казино побудувало «Нью-Йорк-Нью-Йорк біржу лотів» на основі 18 Широка вулиця.   
Видатність будівлі NYSE також зробила його місцем розташування творів мистецтва. У 1989 році художник Артуро Ді Модіка встановив перед будівлею свою скульптуру бика, що атакує, як акт партизанського мистецтва. Скульптуру зняли протягом дня і в кінцевому підсумку знову встановили в Боулінг-Грін, два квартали на південь.  Згодом, у 2018 році, бронзову скульптуру Крістен Вісбал «Безстрашна дівчина » встановили біля будівлі NYSE на Брод-стріт.  Скульптуру « Безстрашна дівчина» спочатку встановили в 2017 році на боці Боулінг-Грін, але її перенесли на Нью-Йоркську фондову біржу через скарги Ді Модіка. 
Ще в 1965 році Комісія зі збереження пам’яток Нью-Йорка (LPC) розглядала можливість призначення 18 Broad Street, але не Прибудова 11 Wall Street, як орієнтир.   Це була одна з перших будівель, яку ЛПК запропонував для статусу пам’ятки, оскільки комісія щойно отримала повноваження визнати міські споруди пам’ятними місцями.  У той час NYSE і кілька приватних власників виступали проти статусу пам’ятки для своїх відповідних будівель, оскільки будь-яка запропонована зміна пам’ятки потребувала б громіздкого перегляду міською владою.  LPC провів друге знаменне слухання в 1980 році, але пропозиція була знову відхилена.  У 1983 році The New York Times назвала будівлю NYSE однією з кількох видатних споруд, які не були визначені LPC протягом перших вісімнадцяти років діяльності агентства, поряд з Рокфеллер-центром і Вулворт-білдінгом .  LPC переглянув позначення 18 Брод-стріт 1985 р.  Після численних громадських слухань ЛПК нарешті надала статус орієнтира 18 Брод-стріт 9 липня 1985 року   як знаковий номер 1529. 
Обидва 18 Broad Street та 11 Wall Street були додані до Національного реєстру історичних місць (NRHP) як національна історична пам'ятка 2 червня 1978 року    У 2007 році будівля була внесена до складу історичного району Уолл-стріт  входить до складу Національного реєстру історичних місць 

## Дивіться також
- Список національних історичних пам'яток Нью-Йорка
- Список визначних пам'яток Нью-Йорка на Манхеттені під 14-ю вулицею
- Національний реєстр історичних місць на Манхеттені під 14-ю вулицею

## Зовнішні посилання
- Вебсайт Нью-Йоркської фондової біржі [Архівовано 3 квітня 2014 у Wayback Machine.]
- Джордж Р. Адамс (березень 1977 р.). [Шаблон:NHLS url «Національний реєстр інвентаризації історичних місць Нью-Йоркської фондової біржі-номінація»] . Служба національних парків . Отримано 30 січня 2008.
- [Шаблон:NHLS url «Національний реєстр інвентаризації історичних місць—номінація».] Служба національних парків. 1983 рік.

Шаблон:National Register of Historic Places in New York